# 小行星3068
小行星3068（3068 Khanina）是一颗围绕太阳公转的小行星。1982年12月23日，柳德米拉·卡拉季奇在克里米亚发现了此天体。
該小行星以蘇聯軌道計算員弗麗達·鮑里索夫娜·哈尼娜（Frida Borisovna Khanina）命名。
这颗小行星的绝对星等为132.9502316560995等。